# 小行星2677
小行星2677（2677 Joan）是一颗围绕太阳公转的小行星。1935年3月25日，瑪格麗特·盧吉埃在尼斯发现了此天体。
該小行星以哈佛-史密松天體物理中心的秘書瓊·喬丹（Joan Jordan）命名。
这颗小行星的绝对星等为20.81502392784449等。